# ريتشارد صموئيل إلمان
ريتشارد صموئيل إلمان (بالإنجليزية: Richard Samuel Elman)‏ هو شخصية أعمال ورائد أعمال بريطاني، ولد في 1940.